# Yucca brevifolia
Pour les articles homonymes, voir The Joshua Tree (homonymie).
Espèce
Classification phylogénétique
L'arbre de Josué (Yucca brevifolia) est une espèce de la famille des Agavaceae, que l'on rencontre uniquement en Amérique du Nord dans les États de Californie, d'Arizona, d'Utah, et du Nevada et dans plusieurs États du Mexique comme la Basse-Californie et ceux du nord du pays. Situés principalement dans le désert de Mojave entre 600 et 1 800 m d'altitude, ils poussent notamment dans la région de la Queen Valley et de la Lost Horse Valley (en) dans le parc national de Joshua Tree où on peut d'ailleurs trouver un spécimen de treize mètres de hauteur.

## Description

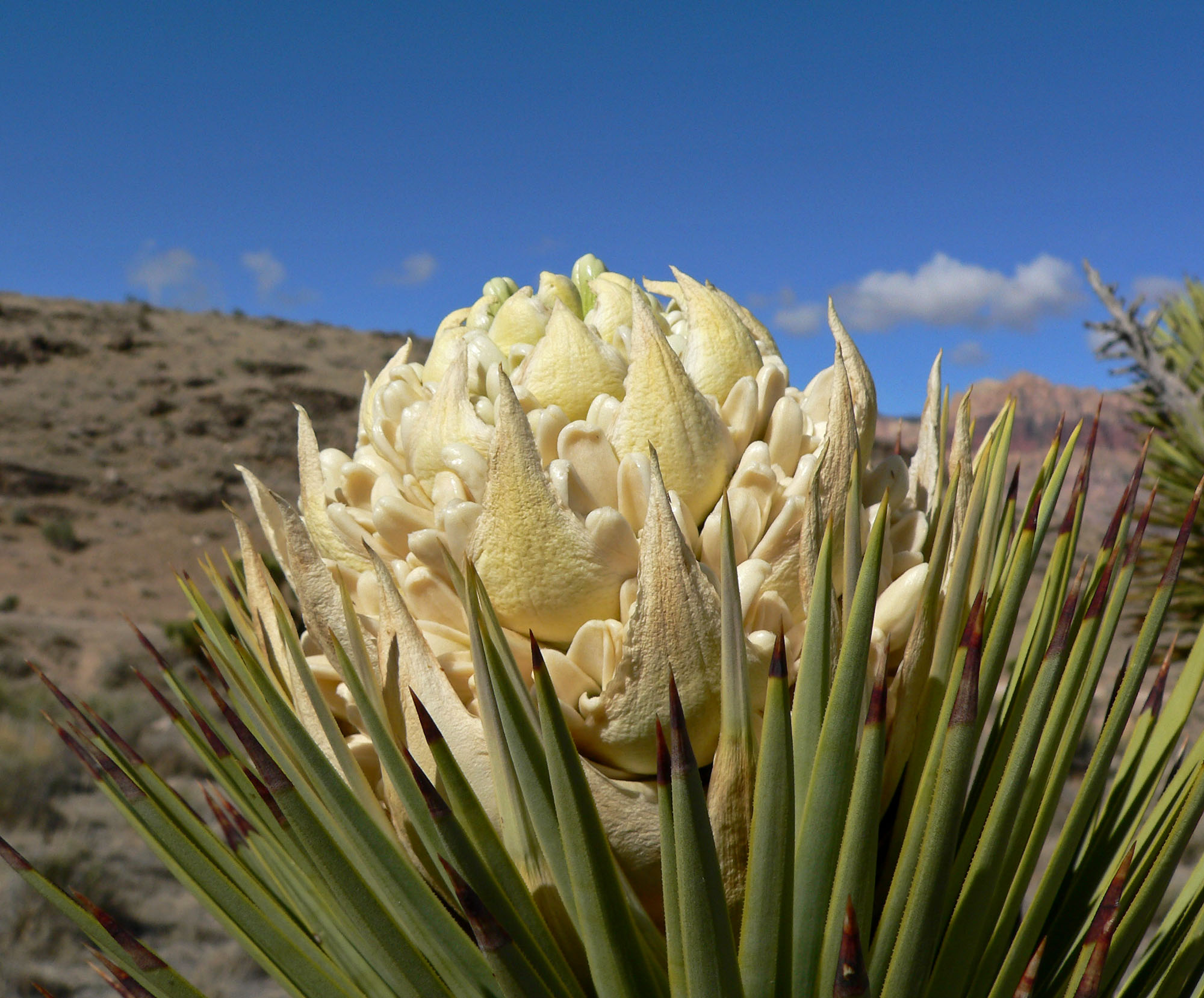
Floraison de Yucca brevifolia.

Les arbres de Josué ont une croissance rapide pour une espèce du désert : de 7 à 8 cm par an au cours de leurs 10 premières années, puis de seulement 4 cm par an. Le tronc, constitué d'une multitude de petites fibres, est dépourvu d'anneaux de croissance annuels, ce qui rend la détermination de l'âge difficile. Cette plante possède un ensemble de branches lourdes au sommet et un large système racinaire, les racines ayant été trouvées dans un cas à 11 m de l'arbre de Josué le plus proche. S'il survit aux rigueurs du désert, un arbre de Josué peut vivre plusieurs centaines d'années. Les spécimens les plus grands atteignent environ 15 m. Les nouvelles plantes peuvent pousser à partir de graines, mais dans certaines populations, les nouvelles tiges partent de rhizomes souterrains qui s'étendent autour de la plante mère.
La floraison blanche des arbres de Josué, de fin février à fin avril, offre un beau spectacle. En général, les arbres de Josué ne fleurissent pas chaque année, et ne ramifient pas avant d'avoir fleuri (ou quand la pointe de croissance est détruite par un charançon). Comme pour la plupart des plantes du désert, la floraison se produit si les précipitations arrivent au moment opportun. Ils ont aussi besoin, pour fleurir, d'une gelée hivernale.
Les fleurs sont pollinisées par un papillon (Tegeticula synthetica) qui pond ses œufs dans la fleur. Ses larves se nourrissent des graines, mais en laissent assez pour permettre la propagation de l'espèce. L'arbre de Josué est également capable de faire avorter les ovaires dans lesquels trop d'œufs ont été pondus.

## Histoire
Le nom de Joshua Tree a été donné par un groupe de mormons qui traversait le désert de Mojave au milieu du XIXe siècle. La forme unique de l'arbre leur fit penser à Josué montrant, bras tendus, la Terre promise.

## U2

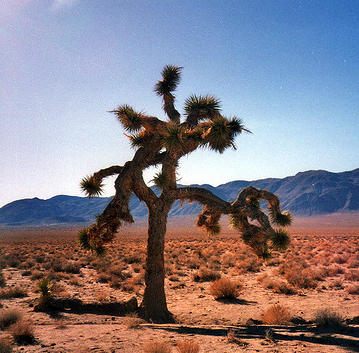
L'arbre de Josué ayant servi pour la pochette de l'album The Joshua Tree.

Un album de musique du groupe de rock U2 porte d'ailleurs le nom de cet arbre. Conçu par le designer Steve Averill, The Joshua Tree est le dernier des albums en vinyle qu'Island envoie aux critiques en service de presse. Aujourd'hui, il existe deux couvertures presque identiques de ce disque. La plus célèbre montre du côté gauche les quatre membres du groupe posant à Zabriskie Point avec, en arrière-plan à droite, le désert des Mojaves (où pousse le fameux arbre). Au premier rang, face à l'objectif, on voit Larry Mullen Junior et à ses côtés Bono mais de profil, derrière The Edge avec son chapeau et au fond Adam Clayton. Une autre couverture (la plus ancienne et en CD essentiellement), les montre en très gros plan, d'une manière un peu floue, dans la même position ou presque que la précédente pochette (Larry Mullen regardant notamment légèrement à sa droite), avec derrière eux le désert et les Rocheuses. Ces photos ont été prises par le néerlandais Anton Corbijn comme toutes celles à l'intérieur de la pochette.
C'est en décembre 1986 qu’Anton Corbijn a réalisé les célèbres photos pour l'album. C'est également lui qui a trouvé le fameux arbre de Josué situé en Californie dans le désert des Mojaves non loin de la ville de Darwin. Par la suite, cet arbre a été longtemps un lieu de pèlerinage pour les fans de U2, mais il est tombé en 2000.

## Galerie

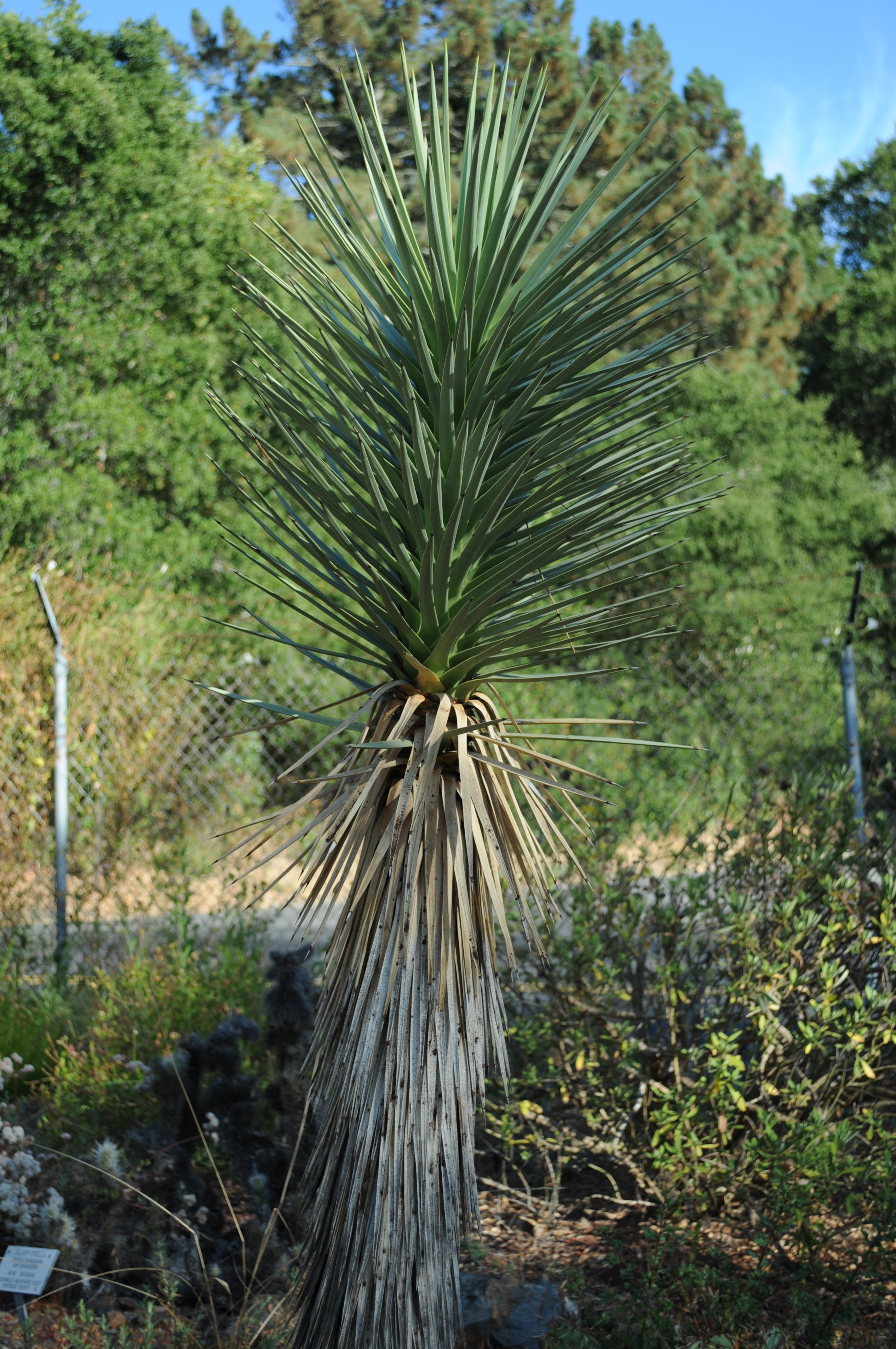
Jeune spécimen.
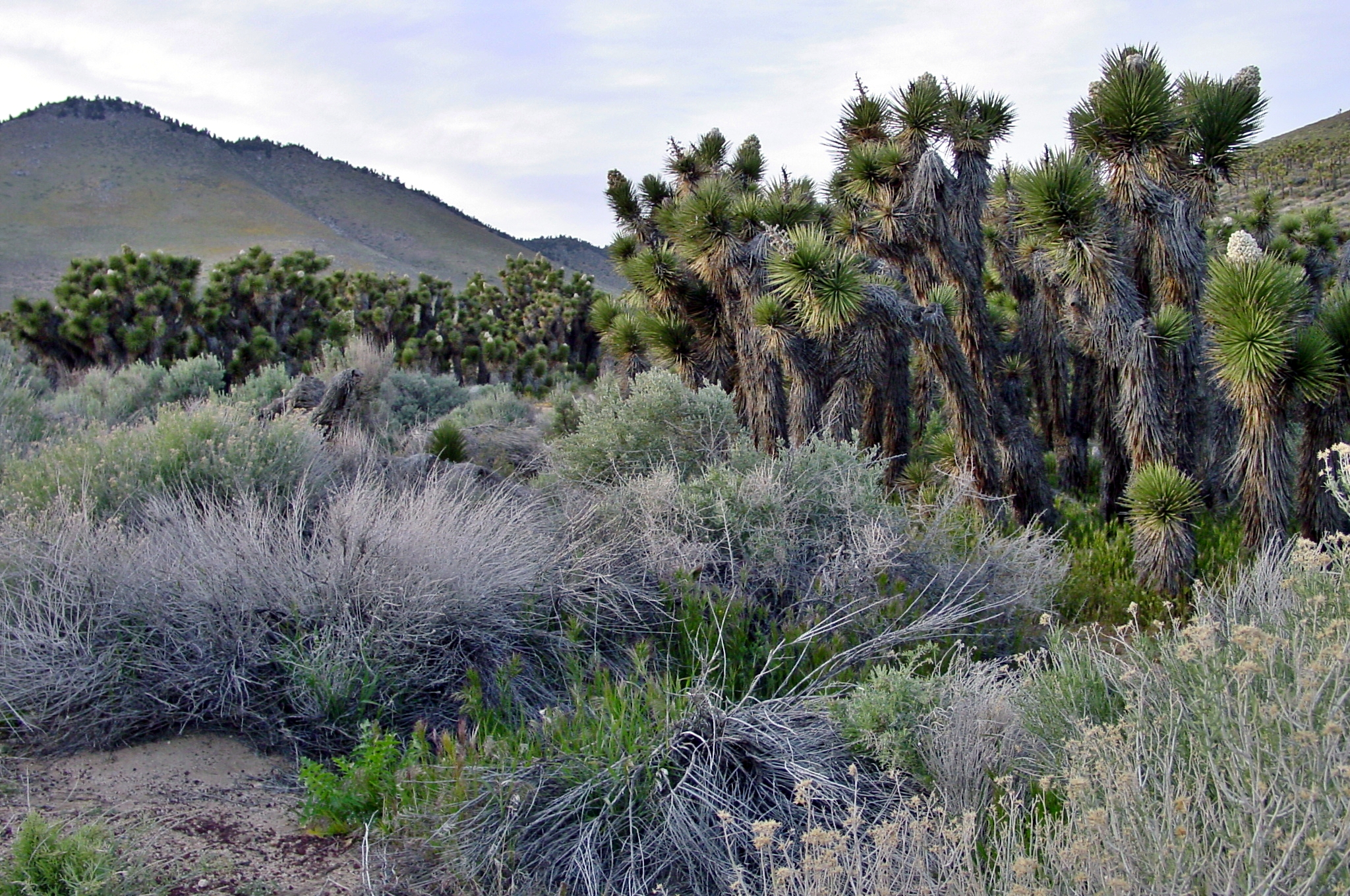
Spécimens poussant en altitude à plus de 1 200 m (Comté de Kern en Californie).
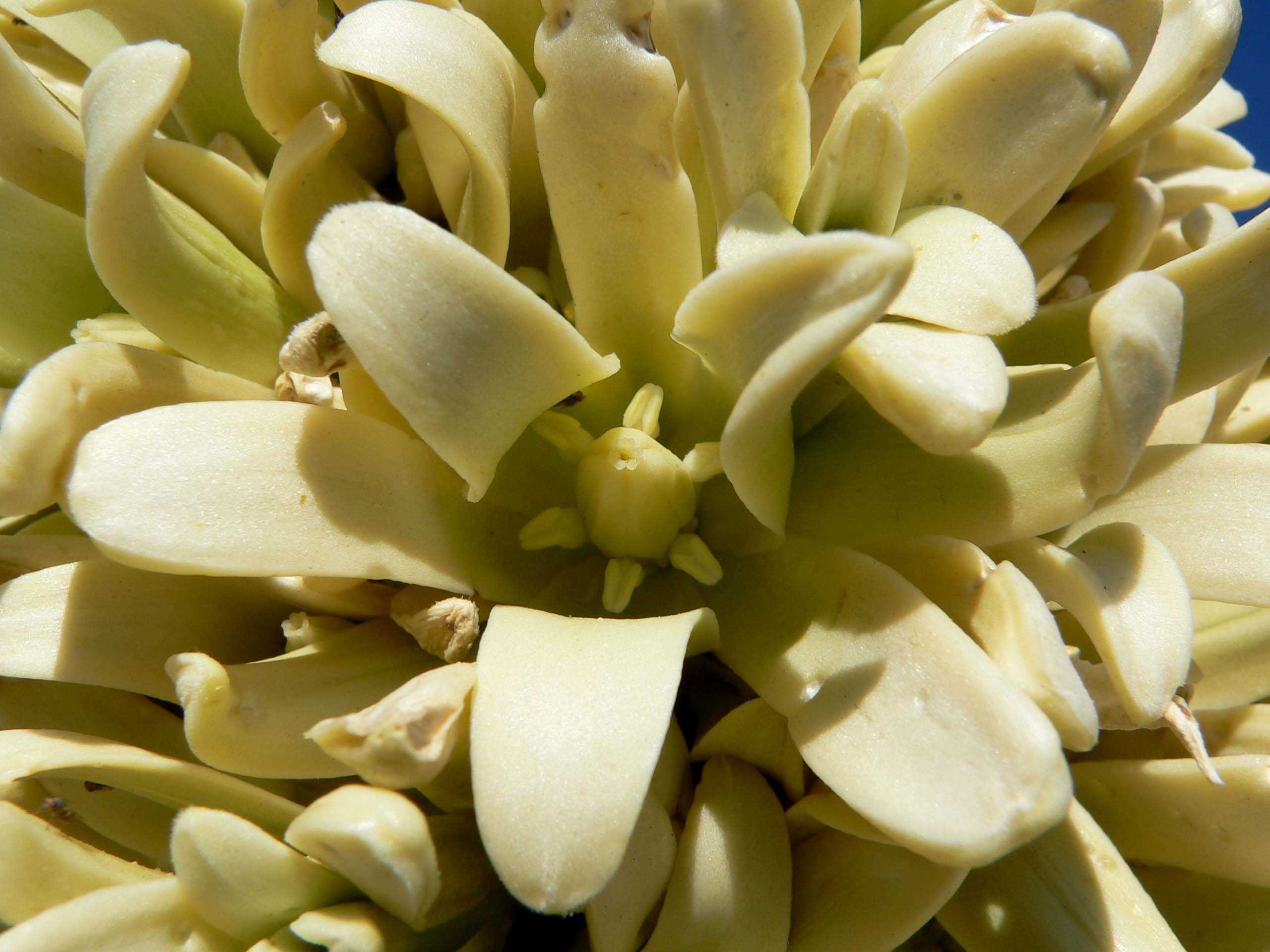
Fleur.
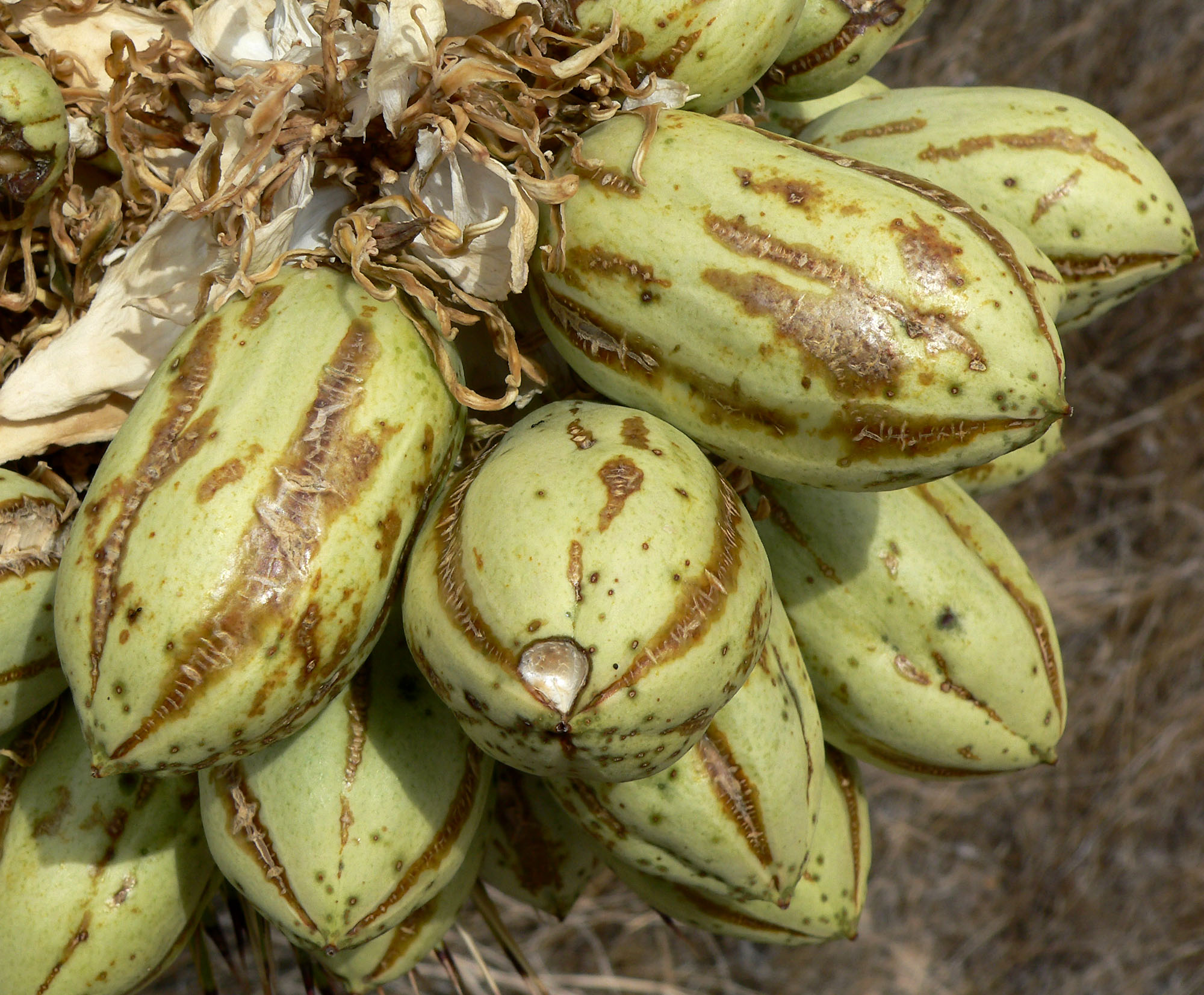
Fruits.